# Enlightened Sound Daemon
ESD (acrónimo que quiere decir Enlightened Sound Daemon) es el servidor de sonido de los escritorios Enlightenment y GNOME. Su tarea es mezclar varias fuentes de sonido en una, que será enviada a la tarjeta de sonido. También proporciona transparencia de red en la reproducción de audio. ESD está considerado como un proyecto difunto, puesto que desde 2000 no ha sufrido modificaciones. Algunos servidores de sonido alternativos son JACK Audio Connection Kit (que no proporciona transparencia de red), aRtsd y PulseAudio.